# Mellansundet
Mellansundet är en sjö i Umeå kommun i Västerbotten och ligger på en isolerad ö i havet (Ängesön). Sjön har en area på 0,0371 kvadratkilometer och ligger 1 meter över havet. Mellansundet ligger i Holmöarna Natura 2000-område.

## Delavrinningsområde
Mellansundet ingår i det delavrinningsområde (708141-175149) som SMHI kallar för Rinner till N n Kvarkens kustvatten. Medelhöjden är 5 meter över havet och ytan är 27,83 kvadratkilometer. Det finns inga avrinningsområden uppströms utan avrinningsområdet är högsta punkten. Avrinningsområdets utflöde mynnar i havet, utan att ha någon enskild mynningsplats.